# Mohu, Sibiu
Mohu (în dialectul săsesc Moichen, Moiχen, în germană Moichen, Maichen, în maghiară Móh, Moha) este un sat în comuna Șelimbăr din județul Sibiu, Transilvania, România. Se află în partea centrală a județului,  în Depresiunea Sibiu.

## Monumente istorice
Biserica „Sfântul Nicolae” (1782)

## Galerie imagini

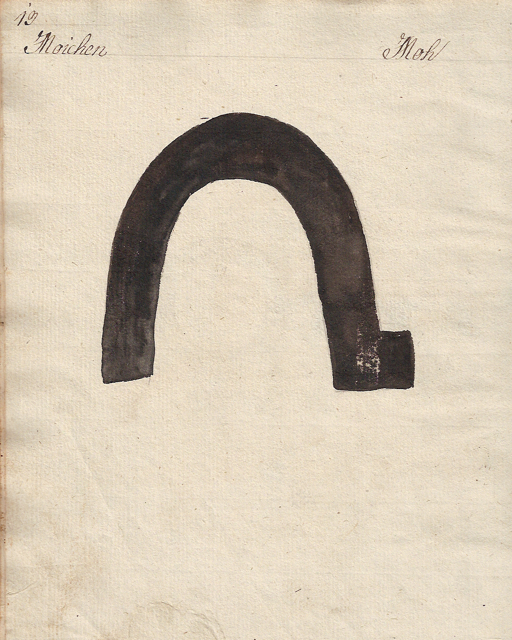
1826 - Danga pentru vitele din Mohu
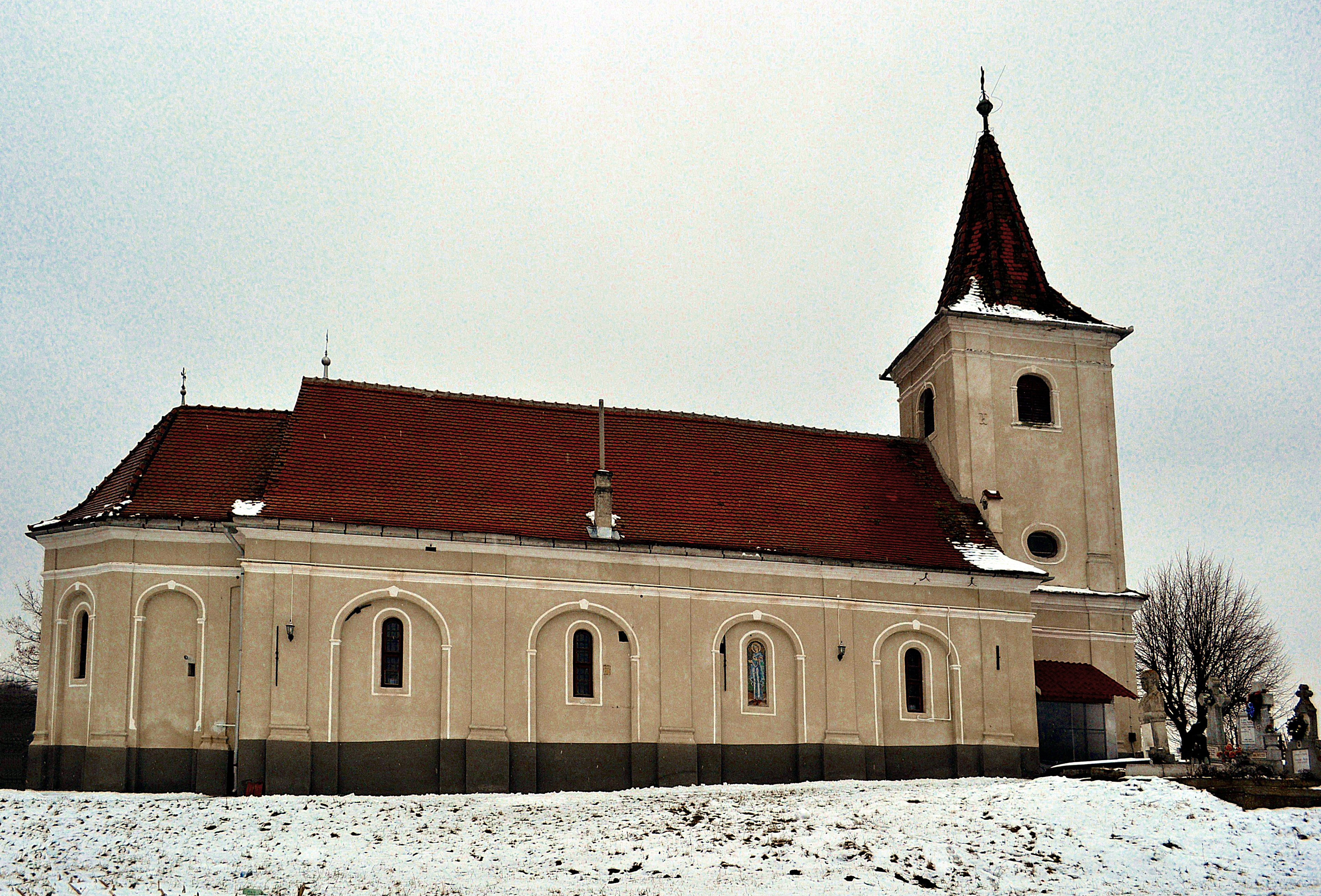
Biserica, monument istoric, cu hramul „Sfântul Nicolae”
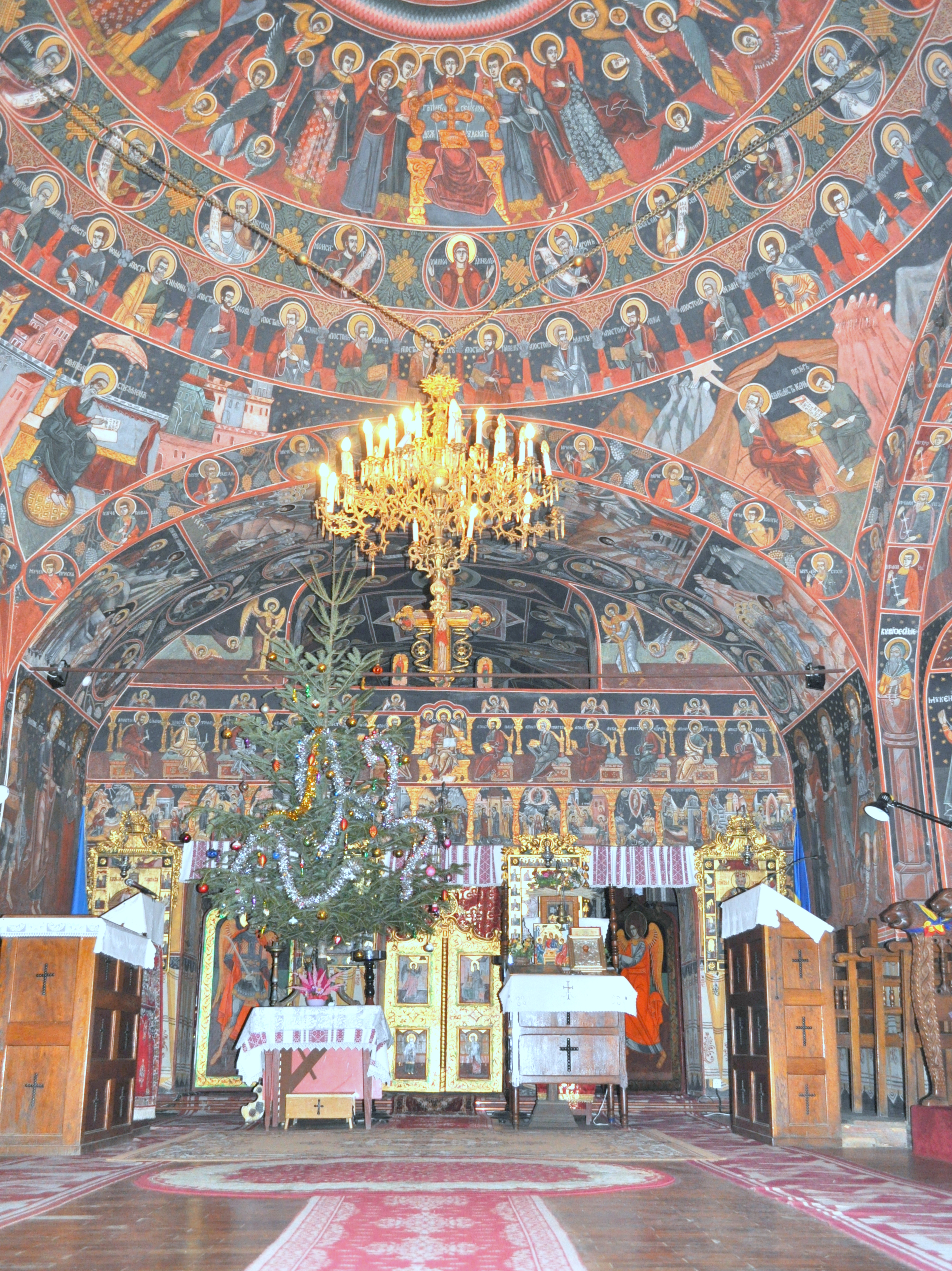
Biserica, monument istoric, cu hramul „Sfântul Nicolae”
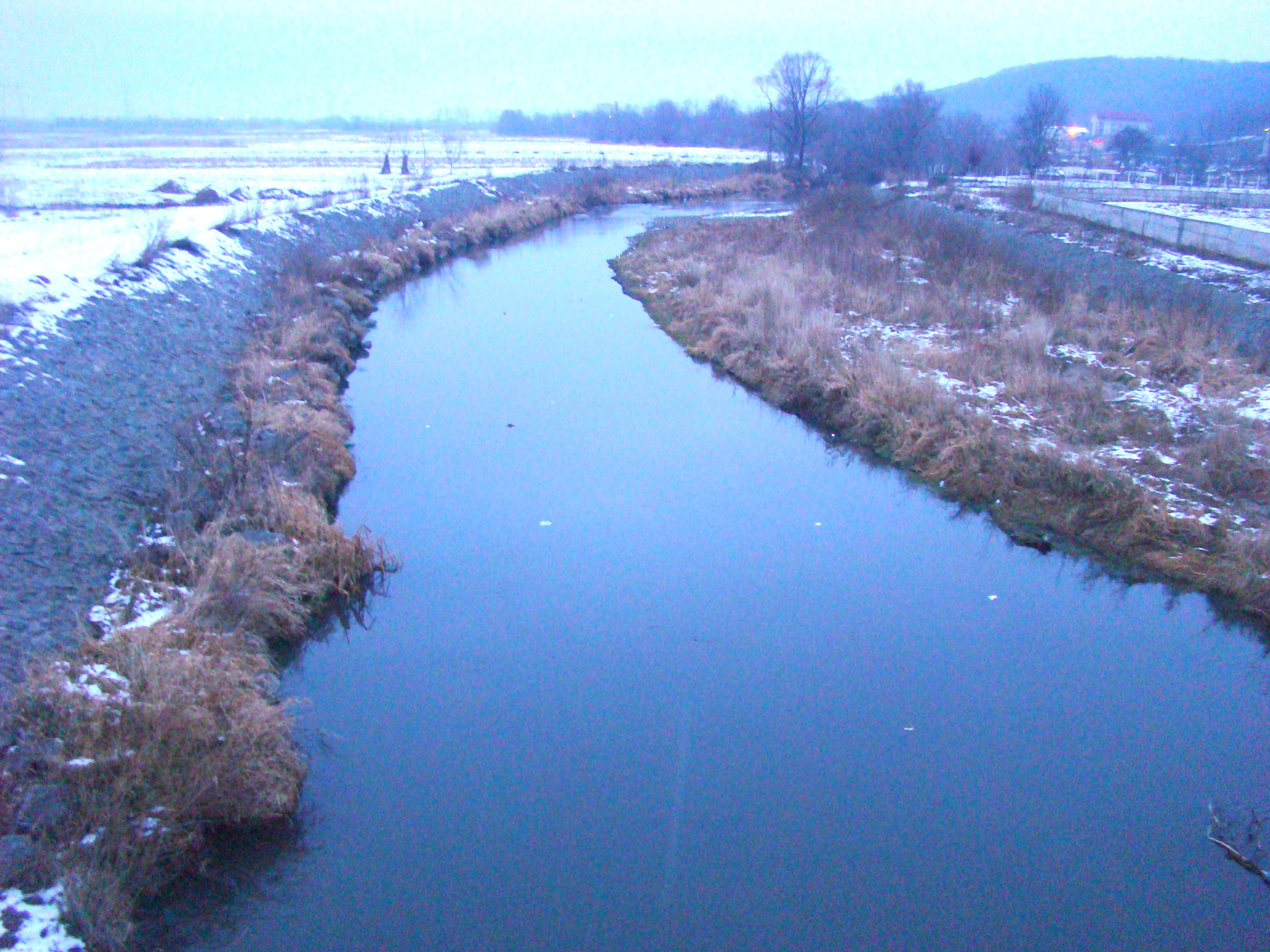
Râul Cibin la Mohu